# Antonio Odriozola
Antonio Odriozola Pietas, nacido en Vitoria el 1 de junio de 1911 y fallecido en Pontevedra el 7 de diciembre de 1987, fue un bibliógrafo, investigador y erudito vasco.

## Trayectoria

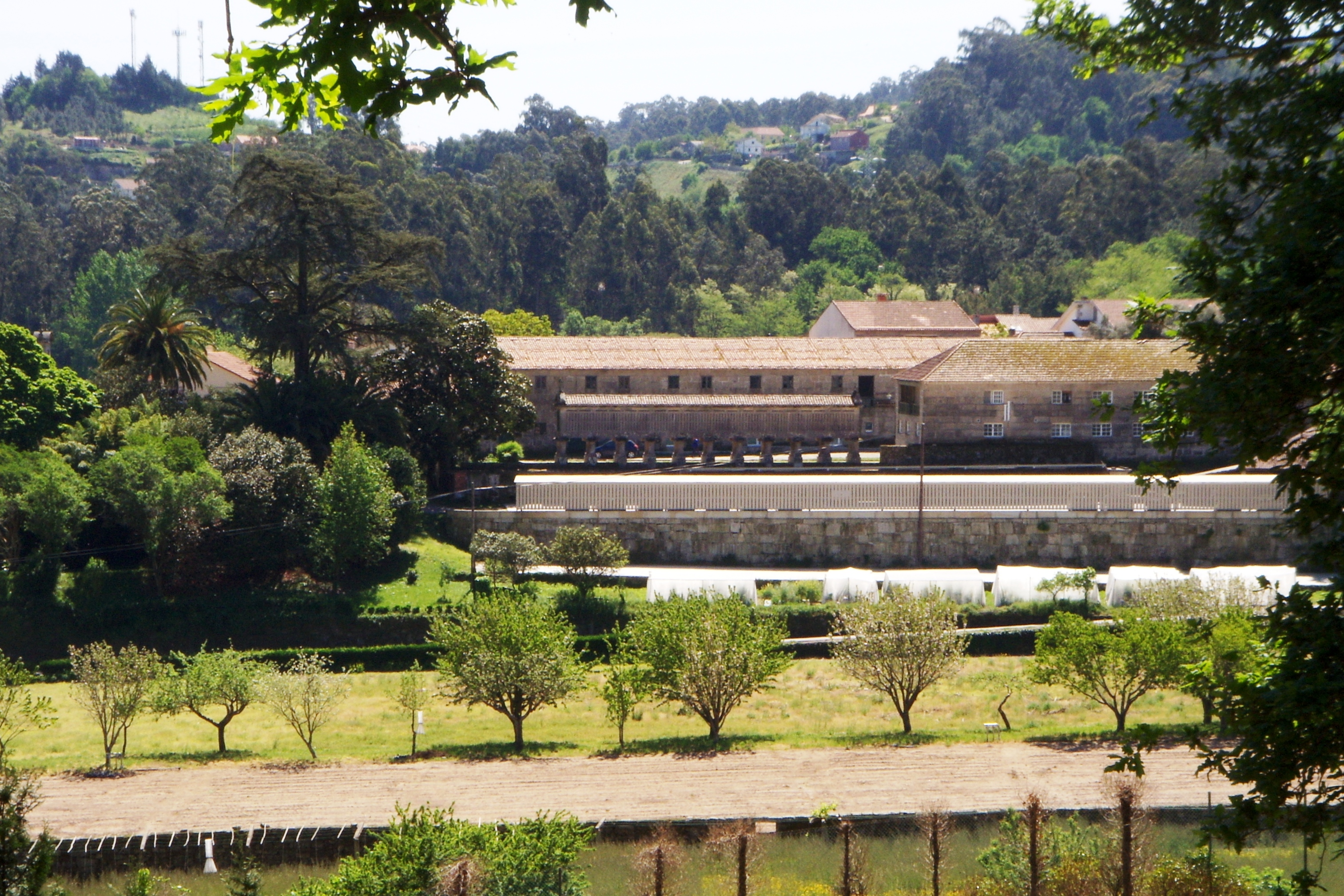
Pazo da Carballeira de Gandarón, sede de la Misión Biolóxica de Galicia.

Hijo de Victoriano Odriozola Egaña, director de la Granja Modelo de Vitoria. Estudió bachillerato en Vitoria y Derecho en Valladolid, Madrid y Santiago de Compostela. Después de la guerra civil empieza a centrarse en la bibliofilia. En 1964 se establece en Pontevedra. Fue bibliotecario de la  Misión Biolóxica de Galicia hasta su jubilación en 1981. Colaboró en el Faro de Vigo y en la revista del Museo de Pontevedra.

## Vida personal
Estaba casado con Dolores Casalderrey Blanco y no tuvo descendencia. Murió atropellado.

## Obra
- Algunos problemas bibliográficos que plantean las obras de Nebrija (1945).
- Camelias en Pontevedra (1974).
- Ediciones incunables de Diego de Muros (1975).
- Bibliografía de Luis Seoane (1979).
- La imprenta en Vigo (1980).
- Vigo en su historia (1980) con Fernando Acuña, J. M. Álvarez Blázquez, Álvaro Cunqueiro, Antonio Meijide et alii.
- Alegrías y tristezas de la investigación sobre impresiones españolas de los siglos XV y XVI (1986).
- Las imprentas de Pontevedra en el siglo XIX (1989).
- Historia de la imprenta en Galicia (1992, con Xosé Ramón Barreiro).